# 2008 Konstitutsiya
A 2008 Konstitutsiya (ideiglenes jelöléssel 1973 SV4) egy kisbolygó a Naprendszerben. Ljudmila Ivanovna Csernih fedezte fel 1973. szeptember 27-én.